# Gradsko (distrikt)
Gradsko (bulgariska: Градско) är ett distrikt i Bulgarien.   Det ligger i kommunen Obsjtina Sliven och regionen Sliven, i den centrala delen av landet, 230 km öster om huvudstaden Sofia.
Omgivningarna runt Gradsko är en mosaik av jordbruksmark och naturlig växtlighet. Runt Gradsko är det ganska glesbefolkat, med 40 invånare per kvadratkilometer.